# Veddel
Veddel, Hamburg-Veddel – dzielnica miasta Hamburg w Niemczech, w okręgu administracyjnym Hamburg-Mitte. Od 1768 w granicach miasta.